# آبشار پیستیل رایدر
آبشار پیستیل رایدر (به انگلیسی: Pistyll Rhaeadr) آبشاری است که در کشور ولز واقع شده‌است و بلندترین ریزشگاه آن ۷۳ متر ارتفاع دارد. حوضهٔ آبریز این آبشار، رود پیستیل رایدر است.